# Tracia (mitología)
En la mitología griega, Tracia o Trace (griego antiguo: Θράκη) era la heroína epónima que dio su nombre a Tracia. Tan sólo es mencionada por Andrón de Halicarnaso y agrega que es hija de Océano pero no de Tetis, sino de Parténope. Su hermana era Europa, quien también dio su nombre a otra porción del continente. Otra versión de Tracia es imaginada como un hechicera notable, como todas las mujeres del país.